# Gogolfest
Gogolfest (în ucraineană ГогольFest) este un festival internațional multidisciplinar de artă contemporană, care se desfășoară anual în diferite orașe din Ucraina, preponderent capitala Kiev. A fost fondat în 2007 și este numit după scriitorul Nikolai Gogol. Festivalul cuprinde reprezentații de teatru, muzică, film, literatură și arte vizuale.

## Istorie
Festivalul Gogolfest a fost fondat în 2007, la inițiativa lui Vladislav Troițkîi, regizor și producător la Centrul de Artă Contemporană DAH. Co-fondator al festivalului și președinte al Consiliului de administrație al acestuia este Evgheni Utkin, antreprenor în domeniul tehnologiilor informaționale.
În perioada 2007–2019, festivalul a numărat 575.000 de vizitatori și 21.700 de participanți. 1.200 dintre participanți au fost străini, venind din 40 de țări.
În 2020, Gogolfest a fost recunoscut drept unul din cele mai remarcabile festivaluri europene în cadrul EFFE Awards 2019–2020.

## Concept și prezentare

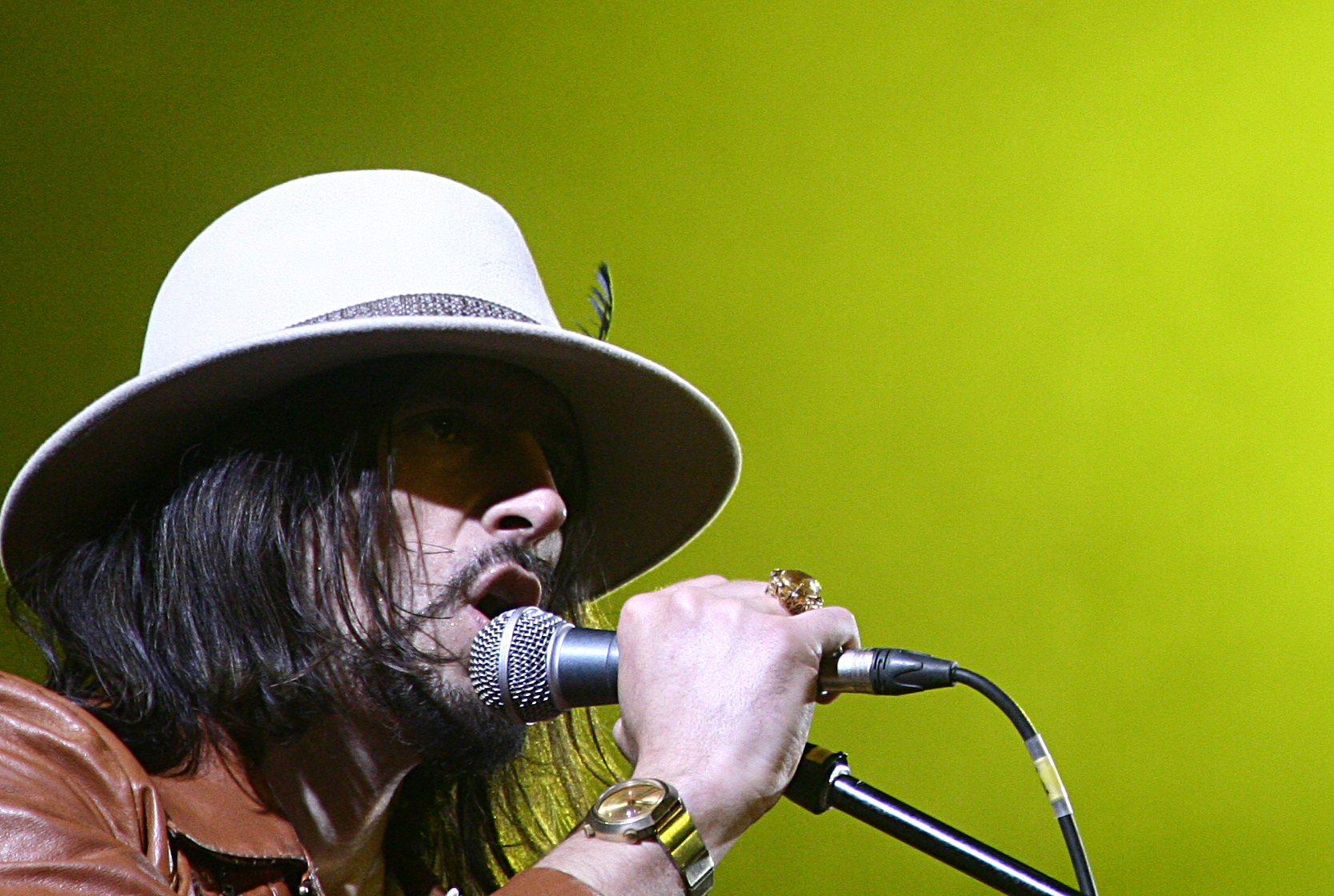
Garry Cobain al formației The Future Sound of London, pe scena Gogolfest 2009

Festivalul este organizat de obicei în luna septembrie, în locuri „non-conformiste”, neobișnuite pentru arta tradițională. Există, de asemenea, o istorie de colaborare între diferite medii artistice sau chiar interdisciplinare, precum colaborări ale artiștilor cu oamenii de știință.
În domeniul cinematografic, Gogolfest se concentrează pe scurtmetraje, uneori fiind prezentate și filme de lung metraj. Filmele rulate sunt de obicei de impact internațional și au o alură experimentală. Teatrul, cu preponderență cel ucrainean, ocupă și el o parte semnificativă a programelor edițiilor Gogolfest.
Festivalul mai include reuniuni literare, în care sunt recitate opere ale scriitorilor contemporani din țară și din străinătate. De asemenea, artele vizuale, inclusiv arta stradală, sunt frecvent abordate la festival. Printre exemple se numără o pictură murală creată de artiștii Roti și Kislow în mod special pentru festival.

## Amplasare

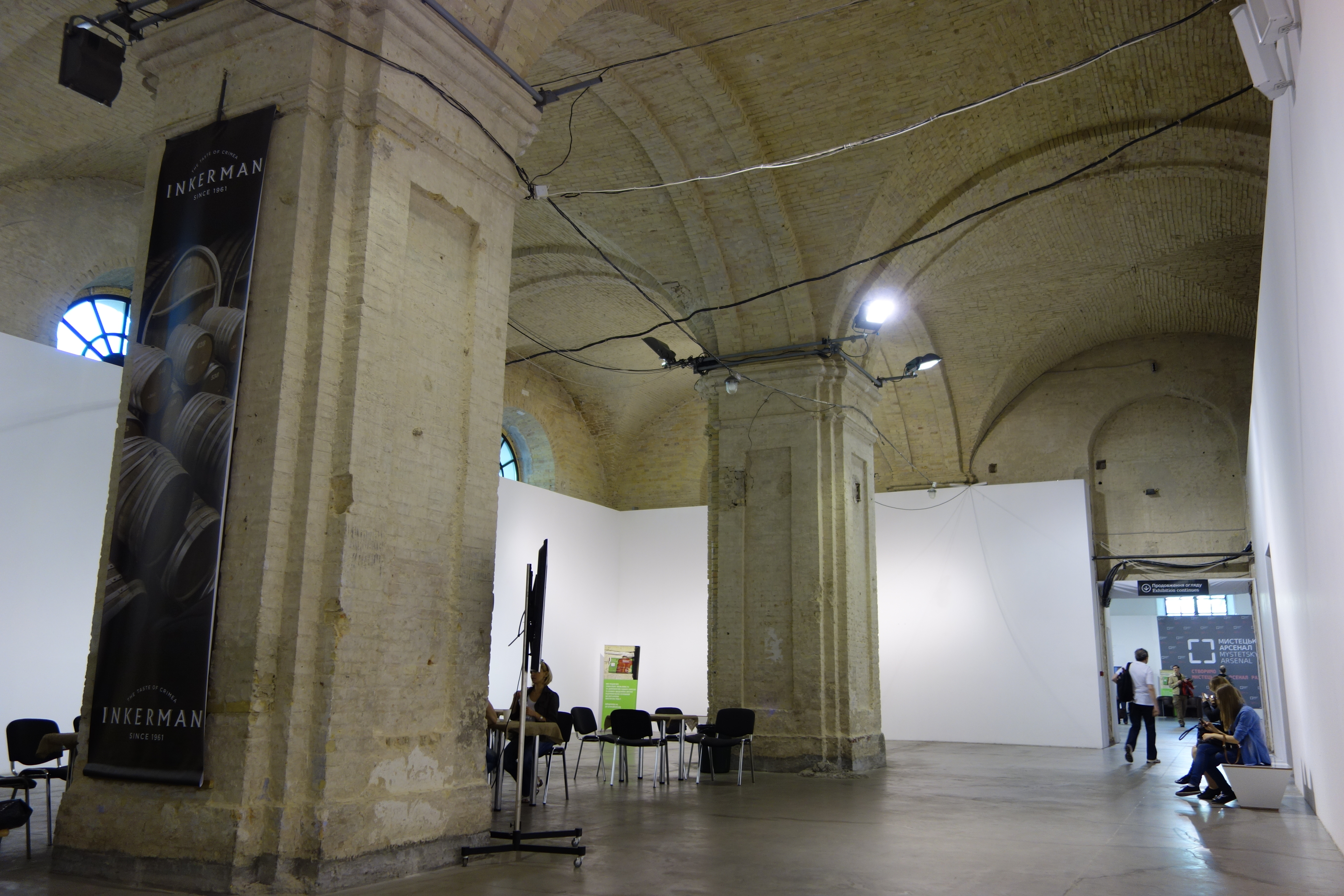
„Mîstețkîi Arsenal”, complexul de clădiri care a găzduit primele ediții

Locurile în care este organizat festivalul sunt spații care nu fuseseră prevăzute pentru expunerea artei tradiționale. Înainte de 2010, majoritatea edițiilor s-au desfășurat la Complexul muzeal „Mîstețkîi Arsenal” din Kiev, o fortificație din secolul al XVIII-lea, renovată. În 2010, festivalul s-a mutat în Studiourile de film Dovjenko, aflate în administrația statului și numite în cinstea regizorului ucrainean Oleksandr Dovjenko. În 2012 și 2013, Gogolfest a avut loc în Telicika, o zonă industrială abandonată situată în apropierea centrului orașului Kiev, pe malul râului Nipru.